# Josip Nejedli
Josip Nejedli (tudi Negedlý), slovenski filozof, matematik in gimnazijski profesor češkega rodu, * 21. februar 1821, Praga, † 12. julij 1919, Ljubljana.

## Življenje in delo
V Pragi je dokončal ljudsko šolo in gimnazijo (1832–1836) ter filozofijo in bil 1849 promoviran. Ker se je večkrat brez uspeha udeležil razpisov za profesorska mesta, je 1849 šel za praktikanta na univerzitetno knjižnico. Po reformi gimnazij je naredil izpit iz matematike in filozofije in postal 1851 suplent, 1853 pa pravi gimnazijski profesor v Levoči na Slovaškem. Leta 1862 je nastopil službo profesorja na gimnaziji v Ljubljani in tu, spoštovan in priljubljen zaradi svojega znanja in svoje dobrohotne pravičnosti, deloval do upokojitve ob koncu zimskega semestra 1884. Še v visoki starosti se je bavil z matematiko in filozofskimi študijami in delal v nemških društvih, zlasti učiteljskem. V ljubljanskih gimnazijskih izvestjih je objavil več razprav. Državna knjižnica v Ljubljani je imela veliko za tisk pripravljenih Nejedlovih matematičnih (34 zvezkov) in filozofskih razprav, katere ji je  podaril Tomo Zupan. Svojo znanstveno knjižnico pa je zapustil ljubljanskemu liceju.